# Politik
Politik je posameznik, ki je vključen v politiko, včasih to vključuje tudi politologe. Drugače rečeno, politik je neke vrste politična figura.
V demokratičnih družbah zahodnega tipa je termin navadno rezerviran za ljudi na izvoljenih položajih ali tiste, ki si prizadevajo za izvolitev, ne pa za izvedence, zaposlene v upravi. V nedemokratičnih družbah je ločnica manj jasna.

## Politični položaji
Nekateri politični položaji (funkcije) so:
- predsednik
- predsednik vlade (premier, kancler)
- predsednik parlamenta
- senator
- poslanec
- guverner
- minister
- državni svetnik
- državni sekretar
- župan
- mestni svetnik
- občinski svetnik

## Seznami
- seznami politikov po narodnosti
- seznam slovenskih politikov